# Средиземноморска липова дървеница
Средиземноморската липова дървеница (Oxycarenus lavaterae) е вид растителноядна дървеница от сем. Oxycarenidae. Храни се със зелените части на растения предимно от сем. Слезови (Malvaceae). Презимува, като оформя големи струпвания по южната страна на стволовете на липа и някои други дървета. Произхожда от западното Средиземноморие, но в края на XX век започва да се разпространява на север и изток, достигайки България през 1998 г.

## Външен вид

### Имаго
Oxycarenus lavaterae е сравнително малка дървеница с размери 4,3 – 5,5 mm, като средната дължина на мъжките е по-малка от тази на женските. Тялото е черно, освен коремчето, което е червено с тъмни ръбове (конексивум). Полуелитрите са червено-кафяви с прозрачна мембрана – клавусът е кафеникав с три редици пунктировка; кориумът е червен до оранжев в предната част, назад потъмняващ до кафеникав цвят; емболиумът варира от червен с тъмен връх до почти изцяло тъмен.
Бедрата са слабо задебелени, като предният чифт има няколко шипчета от предната страна.

### Нимфа
Нимфата от последна възраст е черно-кафява с червено коремче. По-младите нимфи са изцяло червено-кафяви.
- Нимфа в средна възраст
- Нимфа в последна възраст
- Новоимагинирала дървеница с все още непигментирано тяло
- Зряло имаго

## Разширяване на ареала
Първоначалният ареал на Oxycarenus lavaterae е западното Средиземноморие – Мароко, Алжир, Тунис, Канарски острови, Испания, Португалия, южна Франция, Италия; както и по-централни държави като южна Швейцария, Словения, Хърватия. Погрешното съобщаване на тропическа Африка и Арабския полуостров в литературата, вероятно се дължи на неправилното разпознаване на сходни видове.
В края на XX век започва да се разпространява на север и изток в Европа. Първоначално е забелязана в Черна гора (1985), след това в Унгария (1994), Словакия (1995), Сърбия (1996), България (1998), северна Франция край Париж (1999), Австрия (2001), северна Швейцария (2002), южна Германия (2004), Чехия (2004), Румъния (2009), Краснодарски край в Русия. Съобщава се и за намирането ѝ в жилище във Финландия, но едва ли се е установил толкова на север. Любителски наблюдения я засвидетелстват и в Украйна.
Разширяването на ареала ѝ се дължи на промяната на климата с по-меки зими и е подпомогнато от трафика на хора и растения гостоприемници и широкото използване на липи в градоустройството.

## Жизнен цикъл и начин на живот
Липовата дървеница създава от 1 до 4 поколения годишно, като при по-топъл климат създава повече поколения. Храни се със зелените части на растения предимно от сем. Слезови – лаватера, леска, липа и др., а в лабораторни условия е установено, че се храни и със семена на Дребнолистна липа, но не може да пробие по-твърдите обвивки на семената на липи като Tilia platyphyllos и T. tuan.  В интродуцирания ареал обаче се храни основно с липи, особено Дребнолистна липа в градски и крайградски условия. Подобно е поведението на Великденчето, което също се храни с тревисти и храсталачни Слезови растения в южна Европа, но преминава на липи в централна Европа. През есента образува големи струпвания по кората на липите, където презимува предимно като имаго. Понася температура до около -10℃, като при -15℃ измира почти цялата популация. Успешно презимувалите насекоми се разпръсват през пролетта; в България това става през май.

## Икономическо значение
Дървеницата може да може да причини увяхване и обезлистяване на вече отслабени липи и в някои страни се счита за вредител. В България не се счита за вредител.